# 1. Buch der Könige
| Nevi’im (Propheten) des Tanach                                                      |
| ----------------------------------------------------------------------------------- |
| Vordere Propheten                                                                   |
| - Buch Josua - Buch der Richter - Samuel (1. und 2. Buch) - Könige (1. und 2. Buch) |
| Hintere Propheten                                                                   |
| - Jesaja - Jeremia - Ezechiel - Zwölfprophetenbuch                                  |

Das 1. Buch der Könige (abgekürzt 1 Kön) ist ein Buch des (jüdischen) Tanach und des (christlichen) Alten Testamentes. In den Ostkirchen heißt es 3. Buch der Königreiche. Ursprünglich, in der wechselvollen Geschichte seiner Entstehung mit seinen mehrfachen Überarbeitungen, bilden das 1. und das 2. Buch der Könige (2 Kön) eine Einheit, also nur ein biblisches Buch. Bei der Beschreibung der Entstehungsgeschichte und seiner theologischen Inhalte ist es daher sinnvoll, die beiden Bücher zusammen zu betrachten.
Das Buch erzählt die Geschichte vom betagten König David und seinem Sohn Salomo, der ihm auf den Thron Israels folgt, als weiser Richter „salomonische Urteile“ fällt, dem Reich Wohlergehen und eine lange, 40-jährige Friedenszeit beschert (Salomo von hebräisch schalom) und für Israel den ersten Tempel auf dem Berg Moria in Jerusalem bauen lässt. Nach dem Tode Salomos zerfällt das seit David bestehende Reich in ein Nordreich (Israel) und ein Südreich (Juda). Könige kommen und gehen, die Propheten Elija und Elischa treten auf. Das erste Buch der Könige endet – etwas abrupt – damit, dass Ahasja, der Sohn Ahabs, König über Israel wird und wie schon sein Vater dem Gott Baal und nicht JHWH dient.

## Teilung und Bezeichnung des Buches der Könige
Der Schluss von 2 Kön (25,27-30 ) legt nahe, dass die beiden Bücher der Könige zusammen nur ein Buch darstellen sollen. Diese Annahme belegt auch die inhaltlich kaum begründbare Zäsur am Ende vom 1. Buch, die vom Erzählverlauf nicht gerechtfertigt ist, da hier die Geschichte Ahasjas von Israel in zwei Teile (1 Kön 22,52–54  und 2 Kön 1,1–18 ) unterbrochen wird.
Erstmals findet sich diese Aufteilung des Königsbuches in zwei Bücher im 3./2. Jahrhundert v. Chr. bei den Übersetzern der Septuaginta (LXX), wo sie, wie bei dem Buch Samuel, technisch, nämlich vom Umfang der Buchrollen motiviert war. Dass die Königsbücher ursprünglich eine Einheit bildeten, belegen die Angaben über die Zahl der biblischen Bücher bei Flavius Josephus (Ap. 1,8) und im babylonischen Talmud (BB 14b). Die Aufteilung der Septuaginta wurde später in die Vulgata und im 15./16. Jahrhundert in die hebräische Bibel übernommen.
In der LXX werden die Samuel- und die Königsbücher (1 Sam, 2 Sam, 1 Kön und 2 Kön) als die „vier Bücher der Königsherrschaften (bzw. Königreiche)“ (1. bis 4. Buch) bezeichnet. Dieser Name wurde von den christlichen Ostkirchen und der Vulgata übernommen.

## Einordnung des Buches in den biblischen Kanon
Die hebräische Bibel, der Tanach, zählt die Bücher der Könige zu den Prophetenbüchern (Nevi’im), während es im christlichen Kanon des Alten Testaments in die Bücher der Geschichte eingeordnet wird. Der Tanach unterscheidet die „vorderen“ und die „hinteren“ Propheten. Zu den vorderen Propheten zählt er die Bücher Josua, Richter, Samuel und Könige, die hinteren Propheten bilden die Bücher Jesaja, Jeremia und Ezechiel sowie die Propheten des Zwölfprophetenbuches (Dodekapropheton).
Zunächst geht es im Josuabuch um die historisch nicht belegbare Landnahme der Zwölf Stämme Israels. Darauf folgt die Richterzeit und dann die Königszeit, die für Israel bzw. Juda im Jahre 587 v. Chr. mit dem Babylonischen Exil endet. Die Zeit der Monarchie in Israel bzw. Juda, die in den Samuel- und Königsbüchern beschrieben wird, dauert demnach etwa 400 Jahre, angefangen bei den Königen Saul (um 1020 v. Chr.), David und Salomo. Im Jahr 926 v. Chr. erfolgt die Reichsteilung in Nord- und Südreich (Israel und Juda), und 722 v. Chr. wird das Nordreich von den Assyrern erobert und geht unter. Das Königreich Juda besteht bis zu König Jojachin, der im Jahr 587 v. Chr. mit der judäischen Oberschicht ins Exil nach Babylon gehen muss.

## Aufbau

### Die drei Hauptabschnitte
Die Bücher der Könige beginnen im ersten Teil mit dem betagten König David, dessen Sohn Salomo ihm auf dem Thron folgt. Nach Salomos Tod erzählt der zweite Hauptteil die Geschichte der getrennten Reiche. Im dritten Teil wird die Geschichte der Könige Juda (Südreich mit Jerusalem) behandelt, die (in 2 Kön 25,30 ) mit der Begnadigung Jojachins endet.
Jeder der drei Hauptteile enthält eine Rahmung sowie Leitwörter bzw. Leitmotive, die das Buch gliedern.
| 1. Geschichte Salomos (1 Kön 1,1 – 11,43 )                      | 1. Geschichte Salomos (1 Kön 1,1 – 11,43 )                                            |
| --------------------------------------------------------------- | ------------------------------------------------------------------------------------- |
| Rahmung:                                                        | König David war alt … (1 Kön 1,1 ); Salomo entschlief zu seinen Vätern (1 Kön 11,43 ) |
| Leitmotive:                                                     | Salbung Salomos; Salomo saß auf seinem Thron; die Herrschaft war fest in seiner Hand. |
| 2. Geschichte der getrennten Reiche (1 Kön 12,1 – 2 Kön 17,41 ) |                                                                                       |
| Rahmung:                                                        | Rehabeam soll König über Israel werden; Was die Väter taten, tun auch die Kinder      |
| Leitmotive:                                                     | Die Sünde von Jerobeam I.; Der Höhenkult                                              |
| 3. Geschichte der Könige Judas (2 Kön 18,1 – 25,30 )            |                                                                                       |
| Rahmung:                                                        | Hiskija wurde König von Juda; Jojachin wird begnadigt.                                |
| Leitmotive:                                                     | Er tat, was dem Herrn gefällt; Er tat, was dem Herrn missfiel.                        |

Die sich auf das ungeteilte Reich und auf das Reich Juda beziehenden Teile weisen starke Parallelen zur ersten Hälfte des 2. Chronikbuches auf, inhaltlich sind sie aber merklich kritischer.

### Gliederung

#### 1. Geschichte Salomos (1 Kön 1,1 – 11,43)
| Kapitel  | Überschrift gemäß der Elberfelder Bibel                                                       |
| -------- | --------------------------------------------------------------------------------------------- |
| 1,1-10   | Adonijas Versuch, König zu werden                                                             |
| 1,11-40  | Salomos Salbung zum König                                                                     |
| 1,41-53  | Adonijas Unterwerfung                                                                         |
| 2,1–12   | Davids letzter Wille und Tod                                                                  |
| 2,13–46  | Salomos Urteil über Adonija, Abjatar, Joab und Schimi                                         |
| 3,1–15   | Salomos Heirat – Sein Gebet um Weisheit – Gottes Verheißung                                   |
| 3,16–28  | Salomos weises Urteil – Salomonisches Urteil                                                  |
| 4,1–20   | Salomos Beamte und Dienstleute                                                                |
| 5,1–14   | Salomos Macht und Weisheit                                                                    |
| 5,15–32  | Salomos Vertrag mit Hiram – Vorbereitungen zum Tempelbau                                      |
| 6,1–37   | Salomos Tempelbau                                                                             |
| 7,1–12   | Salomos Paläste                                                                               |
| 7,13–51  | Tempelausstattung                                                                             |
| 8,1–66   | Tempelweihe – Salomos Ansprache, Gebet und Festopfer                                          |
| 9,1–9    | Gottes Antwort auf Salomos Gebet                                                              |
| 9,10–28  | Salomos Gabe an Hiram – Salomos Zwangsarbeiter, Festungsbauten, Vorratsstädte und Schifffahrt |
| 10,1–13  | Die Königin von Saba bei Salomo                                                               |
| 10,14–29 | Salomos Reichtum                                                                              |
| 11,1-13  | Salomos Vielweiberei und Götzendienst                                                         |
| 11,14–43 | Salomos Widersacher und Tod                                                                   |

#### 2. Geschichte der getrennten Reiche (1 Kön 12,1 – 2 Kön 17,41)
| Kapitel     | Überschrift gemäß der Elberfelder Bibel                                                     |
| ----------- | ------------------------------------------------------------------------------------------- |
| 12,1–25     | Rehabeams Torheit – Teilung des Reiches – Jerobeam                                          |
| 12,26-33    | Jerobeams Götzendienst                                                                      |
| 13,1–34     | Weissagung gegen Jerobeam durch den Mann Gottes aus Juda – Ungehorsam und Tod des Propheten |
| 14,1–20     | Gerichtsandrohung Ahijas gegen Jerobeam und dessen Ende                                     |
| 14,21–31    | Rehabeam von Juda                                                                           |
| 15,1–8      | Abija von Juda                                                                              |
| 15,9–24     | Asa von Juda                                                                                |
| 15,25–32    | Nadab von Israel                                                                            |
| 15,33 –16,7 | Bascha von Israel                                                                           |
| 16,8–20     | Ela von Israel und die Verschwörung Simris – Simris Ende                                    |
| 16,21–28    | Omri von Israel                                                                             |
| 16,29 –17,1 | Ahab von Israel – Sein Götzendienst und Elias Gerichtsandrohung                             |
| 17,2–24     | Elia am Bach Krit und in Zarpat                                                             |
| 18,1–20     | Elias Begegnung mit Obadja und Ahab                                                         |
| 18,21–46    | Elia und die Propheten des Baal auf dem Karmel                                              |
| 19,1–18     | Elias Flucht vor Isebel und Begegnung mit Gott am Horeb                                     |
| 19,19–21    | Berufung Elisas                                                                             |
| 20,1-30     | Ahabs Siege über Aram – Bund mit dem König von Aram                                         |
| 20,30–43    | Ahabs Bund mit dem König der Aramäer – Gottes Gerichtsandrohung                             |
| 21,1–29     | Ahabs Gewalttat an Nabot – Elias Strafrede und Ahabs Buße                                   |
| 22,1–28     | Ahabs und Joschafats Kriegsabsichten – Weissagung des Micha (2 Chr 18,1-27 )                |
| 22,29–51    | Gemeinsamer Krieg Ahabs und Joschafats – Joschafats Rettung und Ahabs Tod                   |
| 22,52–54    | Ahasja von Israel                                                                           |
|             | Die Fortsetzung dieser Gliederung findet sich im Artikel: 2. Buch der Könige                |

### Die Königsdarstellungen
Die Darstellung der israelitischen und judäischen Könige weist einen stereotypen Rahmen auf, der ein Charakteristikum für die Art der Geschichtsschreibung in den Königsbüchern ist. Dieser Rahmen ist als Erzählgerüst um die Beschreibungen der individuellen Taten der Könige gelegt. Weder bei König Saul noch bei König David gibt es bereits Elemente eines solchen Darstellungsrahmens, aber bei Salomo (1 Kön 11,41  und folgende) ist der Schluss gerahmt. Wo ausführlichere Erzählungen aus dem Leben von Königen vorliegen (Jerobeam I, Jehu), können Elemente der Erzählstruktur fehlen. Bei der judäischen Königin Atalja fehlt die Rahmenstruktur komplett, wodurch zum Ausdruck gebracht wird, dass ihr die Rechtmäßigkeit ihrer Herrschaft verweigert wird.
| Rahmen der Königsdarstellung | (nach Zenger, Einleitung)                                                      |
| --- | ------------------------------------------------------------------------------ |
| Könige Judas | Könige Israels                                                                 |
| Einleitung – Synchronische Datierung – Alter bei der Thronbesteigung – Regierungsdauer – Name der Königsmutter – Religiöse Beurteilung | Einleitung – Synchronische Datierung – Regierungsdauer – Religiöse Beurteilung |
| Schluss – Quellenlage – Todesnotiz – Bestattung(-sort) – Nachfolger                                                                    | Schluss – Quellenlage – Todesnotiz – Nachfolger                                |

### Die Prophetendarstellungen
Die unterschiedlichen Propheten im Königsbuch sind die von JHWH gesandten Mahner, die den Königen den Untergang ihrer Herrschaft und des Landes ankündigen. Die Darstellung ihres Auftretens bzw. ihrer Wirkung unterliegen einer gewissen Stereotypie, deren vier gestalterische Elemente Wortereignisformel/Botenformel (1), Begründung (2), Drohung (3) und Erfüllung (4) sind. Mit dem Auftreten der Propheten wird theologisch (s. u. Schwerpunkte der Theologie) das Funktionieren des göttlichen Wortes in der Geschichte aufgezeigt.
Neben Elija und Elischa (s. u.) werden in den Königbüchern die folgenden Propheten erwähnt:
- Ahija von Schilo (auch Ahia von Silo) (1 Kön 11,29-39 ELB; 12,15 ELB; 14,1-18 ELB; 15,29 ELB)
- Semaja (1 Kön 12,21-24 ELB)
- ungenannter Prophet (1 Kön 12,32 ELB–13,32 ELB) (tritt auf gegen den Altar von Bethel)
- Zedekia (1 Kön 22 ELB; 2 Chr 18 ELB), der gegen einen weiteren Propheten, Micha ben Jimla, antritt
- Jesaja (2 Kön 18-20 ELB = Jes 36-38 ELB)

#### Elija
Erwähnung im Königsbuch: 1 Kön 17-19 ; 21  und 2 Kön 1,1-17 ; darüber hinaus in anderen biblischen Büchern (siehe Artikel: Elija).
Der Nordreichprophet Elija ist während der Zeit der Könige Ahab und Ahasja tätig gewesen, also etwa zwischen 870 und 850 v. Chr. Er gehört zu den Wanderpropheten, die weder mit einem Heiligtum verbunden sind, noch in einer Prophetengemeinschaft lebte. Es gibt vier Erzählungen mit geschichtlichem Hintergrund:
1. Die Erzählung von Dürre und Regenspenden,
2. vom Gottesurteil auf dem Karmel,
3. vom Justizmord an Nabot und
4. von der versuchten Einführung des absoluten Königtums.

Dass Elia mit seinen Ansichten beim Königshaus nicht durchgedrungen ist, zeigt die Erzählung von der Orakelbefragung.
Botschaft
Elija verteidigte die grundlegenden Elemente des JHWH-Glaubens: Die Anerkennung des alleinigen Herrschaftsanspruchs JHWHs, die Bewahrung der Rechte des Untertanen (gegenüber dem König) und die Forderung, sich in Sorge um Gesundheit und Leben an JHWH zu wenden. Um den Glauben und das Staatswesen lebensfähig zu erhalten und zugleich Synkretismus zu vermeiden, führt er neue Elemente für den Glauben des Volkes Israel ein:
1. Es ist nicht der Gott Baal, der dem Land Regen und Fruchtbarkeit gewährt, sondern JHWH.
2. Der Mensch begegnet Gott hier nicht (mehr) in kriegerischen Auseinandersetzungen (Herr der Heerscharen / JHWH Zebaot / Heiliger Krieg) und auch nicht in furchteinflößenden Naturerscheinungen (Sturm, Erdbeben, Feuer), sondern in der Stille (Kontemplation / Meditation).

Theophanie am Gottesberg Horeb (1 Kön 19,11–13)
„Der Herr sprach: Geh heraus und tritt hin auf den Berg vor den HERRN! Und siehe, der HERR wird vorübergehen. Und ein großer, starker Wind, der die Berge zerriss und die Felsen zerbrach, kam vor dem HERRN her; der HERR aber war nicht im Winde. Nach dem Wind aber kam ein Erdbeben; aber der HERR war nicht im Erdbeben. Und nach dem Erdbeben kam ein Feuer; aber der HERR war nicht im Feuer. Und nach dem Feuer kam ein stilles, sanftes Sausen. Als das Elija hörte, verhüllte er sein Antlitz mit seinem Mantel und ging hinaus und trat in den Eingang der Höhle.“ (zitiert nach der Lutherbibel 1 Kön 19,11-13 )

#### Elischa
Überlieferung im Königsbuch: 1 Kön 19,19-21 , 2 Kön 2 ; 3,4-27 ; 4,1 –8,15  und 13,14-21 ; zu berücksichtigen ist auch 2 Kön 9,1-10  – Revolution Jehus.
Der Nordreichprophet Elischa hat im Unterschied zu Elija eine Prophetengemeinschaft um sich geschart, mit der er überwiegend an einem Ort wohnte. Er stand dem König sehr nahe und besaß politischen Einfluss, den er beispielsweise zur Hilfe für Notleidende geltend machen konnte.

## Entstehung
Es gibt zahlreiche Hinweise darauf, dass das Buch der Könige unterschiedliche Entstehungsstadien durchlief. Die christlichen Exegeten sind sich aber uneins, wie die Bildung des Königsbuches tatsächlich vonstattenging.
Manche Forscher plädieren für ein Schichtenmodell, wonach das Buch in mehreren, zeitlich voneinander entfernten Schichten überarbeitet worden ist. Andere bevorzugen ein Blockmodell, das im Bibeltext verschiedene Redaktionsblöcke ausmachen will. Wieder andere versuchen beide Modelle zu kombinieren oder lehnen beide Modelle ab.
Eine zeitliche Einordnung scheint schwierig. Jahreszahlen für eine erste, zweite und dritte Redaktion des Buches oder Teilen davon werden beispielsweise mit 580 (nach 586), 550 und 500 v. Chr. angegeben. Je nach Entstehungsthese variieren die angenommenen Zeiten.
Eine grobe Einordnung, die als zeitlicher Rahmen für die Entstehung des Königsbuches angegeben werden kann, ist die Zeit des Exils und die Jahrzehnte danach.

## Historischer Kontext
Die Geschichten, Erzählungen etc. des 1. Buches der Könige sind historisch in etwa zwischen den Jahren 960 v. Chr. und 840 v. Chr. einzuordnen. Dabei ist zu bedenken, dass den Historikern als Quelle etwa für die Datierung der Regierungszeiten der Könige selten außerbiblisches Vergleichsmaterial zur Verfügung steht. Einziges Quellenmaterial ist oftmals die Bibel. Den Redaktoren des Königsbuches, dessen Entstehung um etwa 550 v. Chr. anzunehmen ist, ging es dabei, dies ist zu beachten, in erster Linie um religiöse Botschaften und wenig um die Niederlegung historischer Wahrheiten. Zahlenangaben über das Alter und die Regierungsdaten von Königen sind deshalb kritisch zu betrachten.

### David und Salomo

Rekonstruktion des salomonischen Tempels (Paul Volz, Die biblischen Altertümer, 1914)

Siehe auch: Davidisch-salomonisches Großreich
- David: König des vereinigten Israels (1008–965 v. Chr.)
- König Salomo: Nach biblischen Überlieferungen herrschte Salomo von ca. 965 v. Chr. bis ca. 926 v. Chr. Er war der Sohn des Königs David und dessen Nebenfrau Batseba. Es gelang ihm, das von seinem Vater geschaffene Großreich in wesentlichen Punkten zu erhalten und zu modernisieren. Dazu teilte er das Reich in zwölf Verwaltungsbezirke („Gaue“) ein. Seine Regierungszeit gilt in der Bibel als eine Zeit legendären Friedens und Wohlstandes. Zu Spannungen und der Reichsspaltung nach dem Tod Salomos 926 v. Chr. trug neben den alten Spannungen zwischen den Nord- und Südstämmen vor allem Salomos Politik der Unnachgiebigkeit auch gegenüber den Israeliten bei. So verpflichtete er nicht nur die unterworfenen Stämme zur Fronarbeit, sondern auch sein eigenes Volk. Ob Salomo wirklich eine historische Person ist bzw. was von den biblischen Überlieferungen tatsächlich wie berichtet stattgefunden hat, ist in der Forschung immer noch umstritten. Einige Theologen lesen die Überlieferungen kritisch, ebenso wie manche Historiker oder Archäologen.
- Der Tempel Salomos: Der erste feste Tempel (Salomonischer Tempel), von Salomo seit Baubeginn 957 v. Chr. – Weihe 951 v. Chr. auf dem Berg Moria in Jerusalem mit Hilfe phönizischer Baumeister errichtet, war ein steinernes Gebäude von 60 Ellen Länge, 20 Ellen Breite und 30 Ellen Höhe, an drei Seiten mit Seitenzimmern umgeben, welche, in drei Stockwerken übereinander, zur Bewahrung der Schätze und Gerätschaften des Tempels dienten.
- Die Königin von Saba ist nach allgemeiner Auffassung eher eine legendäre, denn eine geschichtliche Figur. Sie soll im 10. Jahrhundert vor Christus eine Reise nach Jerusalem unternommen haben, deren älteste schriftliche Erwähnungen in der Bibel zu finden sind.

### Könige des Nordreichs Israel
(Komplette Liste der 20 Nordreich-Könige siehe: Liste der Könige Israels)
- 1. Jerobeam I. ben Nebat (* 926 v. Chr.; † 907 v. Chr.) 22 Jahre, 2 Jahre Überschneidung mit Nadab
- 2. sein Sohn Nadab (2 Jahre, 1 Jahr Überschneidung mit Bascha)
- 3. Bascha (Baesa) (hebräisch für „Baal hört“) Seine Regierungszeit ist nicht eindeutig datiert. Albright setzte seine Herrschaftszeit zwischen 900 v. Chr. und 877 v. Chr. an. Thiele geht dagegen von dem Zeitraum 909 v. Chr. bis 886 v. Chr. aus.
- 4. sein Sohn Ela (2 Jahre, 1 Jahr Überschneidung mit Omri und Tibni)
- 5. Simri (7 Tage)
- 6. Tibni (ca. 4 Jahre; Gegenkönig zu Omri)

Omriden:
- 7. Omri (hebräisch עָמְרִי) – Seine Herrschaft wird auf die Jahre 876 v. Chr.-869 v. Chr. (Albright) bzw. 885 v. Chr.-874 v. Chr. (Thiele) datiert.
- 8. sein Sohn Ahab (hebräisch אַחְאָב, deutsch: „Bruder des Vaters“) war von etwa 875 v. Chr. bis 852 v. Chr. König des Nordreiches Israel. Er kam im Krieg gegen die Aramäer um. (22 Jahre, 2 Jahre Überschneidung mit Ahasja, 1 Jahr mit Joram, 853 v. Chr. Schlacht von Karkar, Ahab beteiligt)
- 9. sein Sohn Ahasja war König von Israel. Seine Herrschaft dauerte zwei Jahre und wird auf 850 v. Chr.-849 v. Chr. (Albright) bzw. 852 v. Chr.-851 v. Chr. (Thiele) datiert.

### Könige (Davididen) des Südreiches Juda
(Komplette Liste der 20 Könige Judas siehe: Liste der Könige Israels)
- 1. Rehabeam war von 926 v. Chr. bis 910 v. Chr. der erste König des Reiches Juda. Sein Vater war König Salomo, seine Mutter die Ammoniterin Naama. Nach Salomos Tod gelang es ihm nicht, das von König David begründete Großreich zu bewahren. Außer seinem eigenen Stamm Juda und dem Stamm Benjamin fielen alle Stämme vom davidischen Königshaus ab und erwählten sich Jerobeam zum König des Nordreichs Israel.
- 2. Abija (3 Jahre, 1 Jahr Überschneidung mit Asa)
- 3. Asa (hebräisch אָסָא) regierte 41 Jahre (von 913 bis 873 v. Chr.). (1 Jahr Überschneidung mit Joschafat)
- 4. Joschafat (25 Jahre, 4 Jahre Überschneidung mit Joram)
- 5. Joram (8 Jahre, 1 Jahr Überschneidung mit Ahasja) seine Regierungszeit wird auf 849 v. Chr.-842 v. Chr. (Albright) bzw. 848 v. Chr.-841 v. Chr. datiert.
- 6. Ahasja (auch Jehoahas genannt) war König von Juda; seine nur wenige Monate dauernde Herrschaft wird auf das Jahr 842 v. Chr. oder 841 v. Chr. datiert.

## Schwerpunkte der Theologie
Im Königsbuch geht es theologisch um die Einheit und Reinheit des JHWH-Glaubens. Alle nichtjahwistischen Einflüsse sind dem JHWH-Kult fernzuhalten, und der Gott JHWH darf allein im Jerusalemer Tempel verehrt werden. Dies ist für die deuronomistischen Redaktoren des Königbuches auch der Maßstab für die Könige Israels und Judas. Da diese sich neben JHWH auch anderen Gottheiten (als Chiffre dafür stehen die Namen Baal und Aschera) zuwenden, werden sie zumeist verworfen.
Sowohl das Nordreich Israel mit seinen Heiligtümern in Bet El und Dan (die „Sünde Jerobeams“), als auch das Südreich Juda, das neben Jerusalem noch Kultorte an den Höhenheiligtümern kennt, sind dem Untergang geweiht.
Über beide Reiche bricht folgerichtig das Gericht herein, und sie gehen unter. Für das Südreich gibt es jedoch Hoffnung, die sich auf das Verhalten der Ideal-Könige David, Hiskija und Joschija gründet. Diese konnten zwar das Gericht für Juda nicht abwenden, jedoch durch ihre Treue zu Jerusalem als einzigem Kultort den endgültigen Untergang abwenden.
Die Propheten treten als von JHWH gesandte Mahner auf, die König und Volk den rechten Weg weisen. Sie besitzen Wunderkräfte, und ihr Wort bewahrheitet sich, selbst, als sie mit dem Untergang von Königtum und Staat Israel und Juda die Katastrophe schlechthin voraussagen.

### Einleitungen
- Werner H. Schmidt: Einführung in das Alte Testament. 5. erweiterte Auflage. Berlin/New York 1995, ISBN 3-11-014102-7.
- Erich Zenger u. a.: Einleitung in das Alte Testament. 6. Auflage. Stuttgart etc. 2006, ISBN 3-17-012037-9 (darin besonders: Herbert Niebuhr: Die Königsbücher.).
- Otto Kaiser: Einleitung in das Alte Testament. Eine Einführung in ihre Ergebnisse und Probleme. 5. Auflage. Gütersloh 1984, ISBN 3-579-04458-3.

### Kommentare
- John Gray: I and II Kings. The Old Testament Library. 3. Auflage. London 1977, ISBN 0-334-00849-2.
- Steven L. McKenzie: 1 Könige 16 – 2 Könige 16 (= Internationaler exegetischer Kommentar zum Alten Testament (IEKAT)).Verlag W. Kohlhammer, Stuttgart 2021, ISBN 978-3-17-034044-2.
- James A. Montgomery, Henry Snyder Gehman: A Critical and Exegetical Commentary on the Books of the Kings (= The International Critical Commentary). Clark, Edinburgh 1951.

#### 1. Buch der Könige
- Mordechai Cogan: 1 Kings. A new translation with introduction and commentary (= The Anchor Bible Vol. 10) Doubleday, New York 2001, ISBN 0-385-02992-6
- Simon J. De Vries: 1 Kings. (= Word Biblical Commentary. Vol. 12). Word Books, Waco, Tex. 1985, ISBN 0-8499-0211-8.
- Volkmar Fritz: Das erste Buch der Könige (= Zürcher Bibelkommentare. 10,1). TVZ, Zürich 1996.
- Georg Hentschel: 1 Könige (= Die Neue Echter Bibel. Kommentar zum Alten Testament mit der Einheitsübersetzung. 10). Echter, Würzburg 1984, ISBN 3-429-00904-9.
- Ernst Axel Knauf: 1 Könige 1 – 14 (= Herders theologischer Kommentar zum Alten Testament.) Herder, Freiburg/Basel/Wien 2016, ISBN 978-3-451-26814-4.
- Ernst Axel Knauf: 1 Könige 15 – 22 (= Herders theologischer Kommentar zum Alten Testament). Herder, Freiburg/Basel/Wien 2019, ISBN 978-3-451-26815-1.
- Martin Noth: [Könige Buch 1, Kapitel 1 – 16] (= Biblischer Kommentar, Altes Testament. Bd. IX/1). Neukirchener Verlagshaus, Neukirchen 1968, 3. Auflage, Studienausgabe, 1. Auflage 2003, ISBN 3-7887-1771-8.
- Martin Rehm: Das erste Buch der Könige. Ein Kommentar. Echter-Verlag, Würzburg 1979, ISBN 3-429-00636-8.
- Joseph Robinson: The First Book of Kings (= The Cambridge Bible Commentary on the New English Bible). Cambridge University Press, Cambridge 1972, ISBN 0-521-08619-1, ISBN 0-521-09734-7.
- Winfried Thiel: 1. Könige 17,1 – 22,54 (= Biblischer Kommentar, Altes Testament. Bd. IX/2). Vandenhoeck & Ruprecht, Göttingen 2019, ISBN 978-3-7887-3352-0.
- Ernst Würthwein: Die Bücher der Könige. 1. Könige 1 – 16 (= Das Alte Testament Deutsch. 11,1). Vandenhoeck & Ruprecht, Göttingen ²1985 (1. Aufl. 1977), ISBN 3-525-51148-5.
- Ernst Würthwein: Die Bücher der Könige. 1. Kön 17 – 2. Kön 25 (= Das Alte Testament Deutsch. 11,2). Vandenhoeck & Ruprecht, Göttingen 1984, ISBN 978-3-525-51152-7.

#### 2. Buch der Könige
- Mordechai Cogan, Hayim Tadmor: II Kings. A new translation with introduction and commentary (= The Anchor Bible. Vol. 11). Doubleday, New York 1988, ISBN 0-385-02388-X.
- Volkmar Fritz: Das zweite Buch der Könige (= Zürcher Bibelkommentare. 10,2). TVZ, Zürich 1998, ISBN 3-290-10993-3.
- Georg Hentschel: 2 Könige (= Die Neue Echter Bibel. Kommentar zum Alten Testament mit der Einheitsübersetzung. 11). Echter, Würzburg 1985, ISBN 3-429-00948-0.
- T. Raymond Hobbs: 2 Kings (= Word Biblical Commentary. Vol. 13). Word Books, Waco, Tex. 1985, ISBN 0-8499-0212-6.
- Martin Rehm: Das zweite Buch der Könige. Ein Kommentar. Echter-Verlag, Würzburg 1982, ISBN 3-429-00801-8.

### Geschichte Israels
- Walter Dietrich: Die frühe Königszeit in Israel. 10. Jahrhundert v. Chr. (= Biblische Enzyklopädie, Bd. 3). Kohlhammer, Stuttgart 1997, ISBN 3-17-012332-7.
- Herbert Donner: Geschichte des Volkes Israel und seiner Nachbarn in Grundzügen 1. (= ATD Ergänzungsreihe 4/1). 2. Auflage. Vandenhoeck & Ruprecht, Göttingen 1995, ISBN 3-525-51679-7.
- Herbert Donner: Geschichte des Volkes Israel und seiner Nachbarn in Grundzügen 2. (= ATD Ergänzungsreihe 4/2). 2. Auflage. Vandenhoeck & Ruprecht, Göttingen 1995, ISBN 3-525-51680-0.
- Antonius H. J. Gunneweg: Geschichte Israels. Von den Anfängen bis Bar Kochba und von Theodor Herzl bis zur Gegenwart (= Theologische Wissenschaft, Bd. 2). 6. Auflage. Kohlhammer, Stuttgart 1989, ISBN 3-17-010511-6.
- Manfred Oeming: Die Königreiche Israel und Juda im 9. Jahrhundert v. Chr. (= Biblische Enzyklopädie, Bd. 4). Kohlhammer, Stuttgart 1997, ISBN 3-17-012333-5.

### Monographien
- Susanne Otto: Jehu, Elia und Elisa. Die Erzählung von der Jehu-Revolution und die Komposition der Elia-Elisa-Erzählungen. (= Beiträge zur Wissenschaft vom Alten und Neuen Testament, Bd. 152). Stuttgart etc. 2001, ISBN 978-3-17-016764-3.
- Rainer Albertz: Elia. Ein feuriger Kämpfer für Gott. (= Biblische Gestalten 13). Leipzig 2006.

## Personen/Wichtiges
- David
- Salomo
- Salomonisches Urteil
- Königin von Saba
- Elija
- Elischa
- Der Tempel in Jerusalem